# Gregorio Peces-Barba
Gregorio Peces-Barba Martínez (Madrid, 13 de enero de 1938-Oviedo, 24 de julio de 2012) fue un político, jurista y catedrático español de filosofía del Derecho; uno de los siete padres de la actual Constitución Española, junto a Miguel Herrero y Rodríguez de Miñón, Gabriel Cisneros y José Pedro Pérez Llorca (UCD); Manuel Fraga Iribarne (AP), Jordi Solé Tura (PSUC-PCE) y Miquel Roca (PDC).

## Biografía
Tras cursar el bachillerato en el Liceo Francés de Madrid, se licenció en Derecho en la Universidad Complutense de Madrid y se doctoró cum laude con una tesis sobre el pensamiento social y político de Jacques Maritain. En la Universidad de Estrasburgo obtuvo la licenciatura de Derecho comparado.
De vuelta a España, participó, entre 1961 y 1975, como abogado defensor en numerosos procesos ante el desaparecido Tribunal de Orden Público y en varios consejos de guerra, distinguiéndose en su defensa de los derechos humanos y de la democracia como forma de gobierno para España. Intervino en el proceso contra la 1.ª Comisión Obrera de Vizcaya (1964) y en 1970 fue el defensor de Bittor Arana en el Proceso de Burgos. Su actividad como jurista le costó en 1969 ser detenido por la policía franquista y suspendido del ejercicio de la abogacía y desterrado al pueblo de Santa María del Campo, en Burgos, durante varios meses. Compaginó su actividad como abogado con la de profesor de Filosofía del Derecho.
En 1963 participó en la fundación, junto con otros intelectuales como Joaquín Ruiz-Giménez, Pedro Altares o Javier Rupérez, de la revista Cuadernos para el Diálogo. Miembro de Izquierda Democrática, entre 1962 y 1964, un grupo de orientación democristiana constituido en partido político a partir de 1976.
En 1972 se afilió al Partido Socialista Obrero Español (PSOE), aún en la clandestinidad. Diputado por Valladolid en 1977, fue uno de los redactores de la nueva Constitución Española, aprobada en referéndum el 6 de diciembre de 1978. Reelegido diputado en 1979 y en 1982 (año en el que el PSOE llegó al poder gracias a la mayoría absoluta obtenida en las elecciones: 202 diputados sobre 350), fue elegido presidente del Congreso de los Diputados (18 de noviembre de 1982) con 338 votos a favor, 8 en blanco y ninguno en contra.
Ostentó el cargo solo durante esa legislatura (1982-1986), puesto que en 1986 decidió no volver a presentarse como candidato a diputado y regresar a la vida académica. A partir de entonces, centró sus esfuerzos en la creación de la Universidad Carlos III, con el propósito de crear una universidad pública de calidad en los municipios del sur de Madrid (Getafe y Leganés) y en el de Colmenarejo, inaugurado posteriormente y situado en la villa del mismo nombre, al noroeste de la provincia de Madrid. Presidió en junio de 1989 la comisión rectora de la universidad, siendo elegido su primer rector. Fue reelegido varias veces, ocupando hasta abril de 2007 dicho cargo.
El 13 de diciembre de 1987 fue condecorado con la Legión de Honor.
El 17 de diciembre de 2004 fue nombrado alto comisionado para el Apoyo a las Víctimas del Terrorismo por el Consejo de Ministros. Se trataba de un cargo de nueva creación, con rango de secretario de Estado, que debía coordinar la acción de varios ministerios.
Durante esa etapa sufrió fuertes críticas por parte del PP y de la Asociación de Víctimas del Terrorismo (AVT), siendo acusado de haber representado al gobierno y no a las víctimas, fundamentalmente por no asistir a algunas manifestaciones convocadas por la propia AVT. Peces-Barba argumentaba que, por pura coherencia, su cargo le impedía manifestarse en contra del propio gobierno del que formaba parte y de su propia persona. Además afirmaba que por su cargo de coordinador no debía tomar partido por unas víctimas solamente, y por ello sólo iría a convocatorias unitarias.

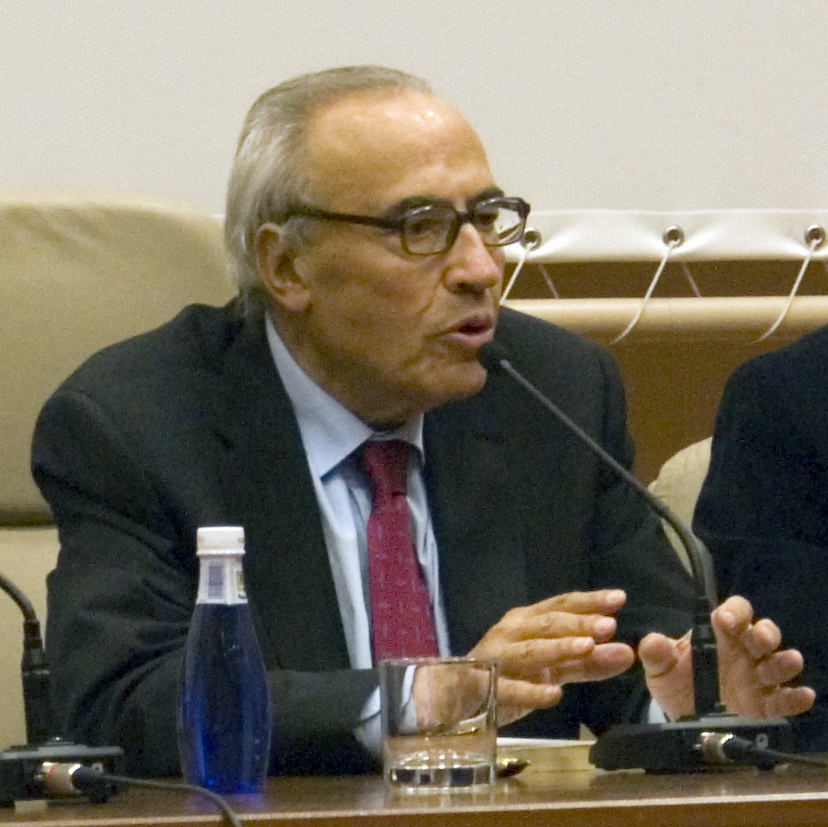
Fotografiado durante una conferencia en la Facultad de Derecho de la Universidad de Valladolid en 2011.

El 8 de septiembre de 2006 el Consejo de Ministros le cesó de este cargo por deseo propio y le otorgó la gran cruz de la Orden de Carlos III. El cargo de alto comisionado se eliminó. El 14 de enero de 2008 celebró su lección jubilar titulada «Reflexiones sobre la Justicia y el Derecho» en la Universidad Carlos III.
En abril de 2008 empiezan las actividades de la Fundación Gregorio Peces-Barba para el estudio y cooperación en Derechos Humanos.
En noviembre de 2010 Gregorio Peces-Barba recibió el premio jurídico Pelayo, entregado por el rey Juan Carlos I.
El 24 de julio de 2012 falleció tras haber ingresado con urgencia días antes en el Hospital Universitario Central de Asturias (HUCA) de Oviedo, aquejado de una insuficiencia renal complicada con otra cardíaca.
 Fue enterrado en Colmenarejo el 25 de julio de 2012.
En el momento de morir era catedrático de Filosofía del Derecho y miembro de la Real Academia de Ciencias Morales y Políticas, estaba soltero y tenía un hijo adoptado en 1986, Antonio[cita requerida]. En 2012 recibió a título póstumo el doctorado honoris causa por la Universidad de Cádiz, junto al resto de ponentes de la Constitución de 1978.

## Distinciones
- Gran Cruz de la Orden de Isabel la Católica (1978)[8]
- Gran Cruz de la Orden de San Raimundo de Peñafort (1986)[9]
- Gran Cruz del Mérito Militar, con distintivo blanco (1999)[10]
- Collar de la Orden del Mérito Civil (2003)[11]
- Gran Cruz de la Real y Muy Distinguida Orden de Carlos III (2006)[12]
- Medalla de Oro al Mérito en el Trabajo (2010)[13]